# 心塵往事

《苹果酒屋法则》（英語：The Cider House Rules）是1985年的美國著名小說，由約翰·歐文所著，他不但是當代文學的作家，更被文壇譽為「美國最重要的幽默作家」。
《苹果酒屋法则》於1999年被拍成電影，奪得當年的奧斯卡金像獎最佳改編劇本獎(Academy Award for Adapted Screenplay) 。

## 小說內容
在緬因州的荒山中有一個由韋伯．勒奇醫生掌管的孤兒院，他和兩個護士的職責是收養剛剛被生下來卻馬上被拋棄的嬰兒，有時候勒奇醫生會幫婦女墮胎。
荷馬·威爾斯出生了，有三個家庭都先後收養他，然後很快荷馬回到去孤兒院，勒奇醫生亦十分喜愛和信任這奇特的男孩，遂將醫學知識傳授給他，荷馬學得很快很多，但就是反對為人墮胎。
一次偶爾的機會，荷馬跟兩個富裕的年青人前觀蘋果園，亦即是兩人的家。在那裡荷馬不僅學到經營果園的方法、看見了孤兒院之外的真實世界、體會到人生的悲苦與歡樂，也與好友的女友墜入情網，從此在道德與愛情之間徘徊掙扎。
經過人生歷練的荷馬，也終於追隨勒奇醫生的腳步，掌管孤兒院，並替人墮胎。